# Luisa Teresa Pacheco
Luisa Teresa Pacheco de Chacón (Potosí, Táchira, 9 de agosto de 1944-San Cristóbal, Venezuela, 10 de agosto de 2023) fue una política venezolana. Fue la primera gobernadora mujer del estado Táchira, designada por el presidente Jaime Lusinchi.

## Carrera política
Entre los actos que tuvieron lugar durante su gestión estuvo la inauguración formal del Museo del Táchira, el 14 de diciembre de 1984. Luisa Teresa también ha trabajado como profesora.